# Grolla
Die Grolla ist ein hölzerner Weinkelch mit Deckel, der typisch für das Aostatal in Italien ist. Seine Herkunft ist religiöser Natur, die etymologische Herkunft des Wortes wird von Gral abgeleitet. Die Grolla gilt als Symbol der Region und lokale Handwerker verdienen ihren Lebensunterhalt mit ihrer Herstellung. Sie wird aus einem Holzblock (häufig aus Walnuss oder Ahornholz) gedreht, mit Kerbschnitzereien verziert und abschließend mit heißem Rotwein lasiert.

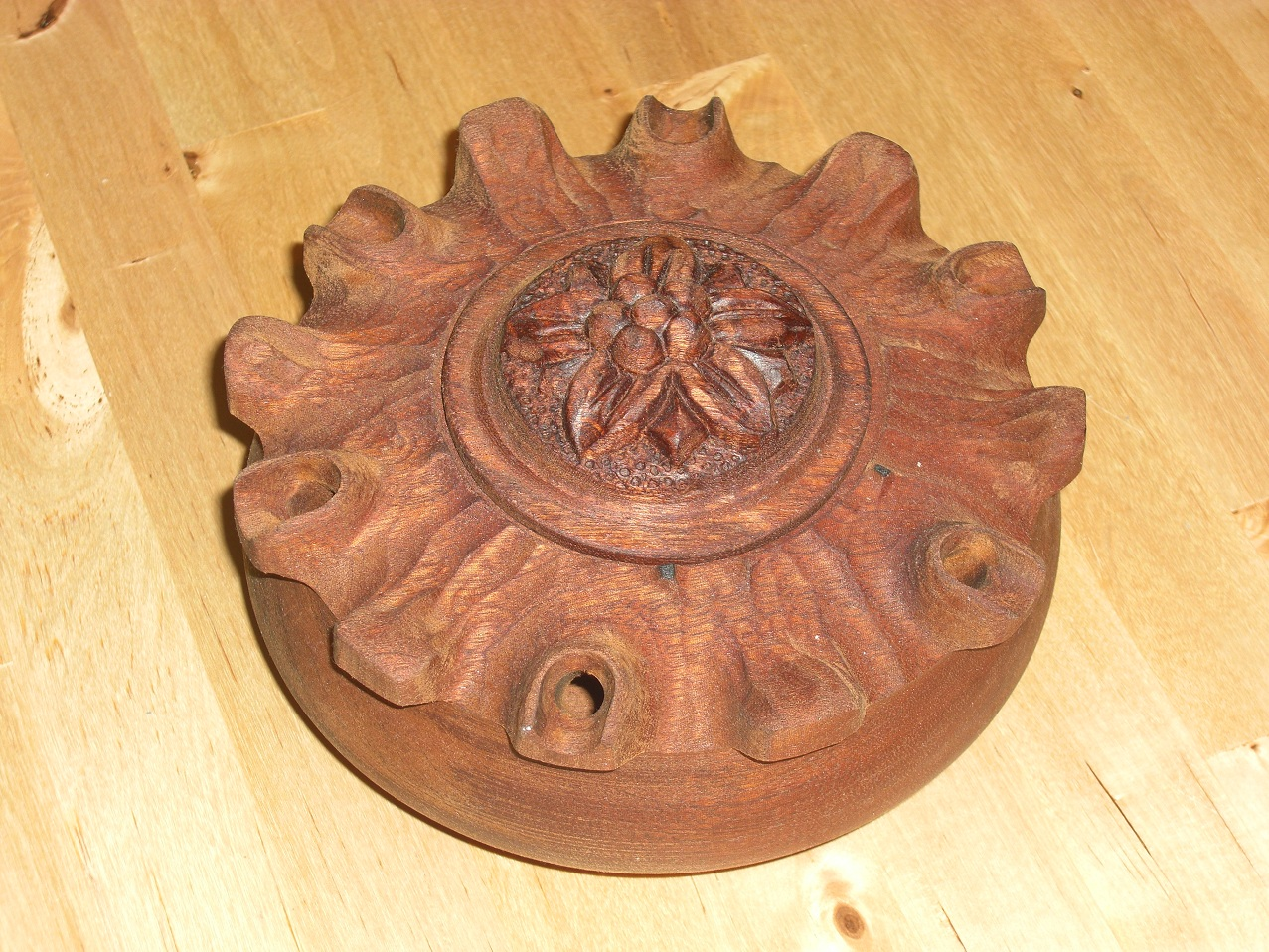
Freundschaftsbecher, eine populäre Variante der Grolla

Eine Variante der Grolla ist als Coppa dell'amicizia (Freundschaftsbecher) bekannt, der Begriff Grolla wird im Alltag jedoch für beide Gefäße verwendet. Freundschaftsbecher sind wesentlich flacher als die traditionellen Kelche und werden ebenfalls aus Holz gefertigt, es gibt sie aber auch aus anderen Materialien wie Keramik oder Zinn. Der Becher hat zwei bis zehn Tüllen (Ausgüsse), er wird gemeinsam genutzt und dabei nach jedem Schluck zum nächsten Trinker weitergegeben, der dann aus der nächsten Tülle trinkt. In der Regel wird aus dem Freundschaftsbecher der Caffè alla Valdostana getrunken, ein Kaffee mit Grappa und Orangen- und Zitronenschalen oder auch Apfelstücken. Der Rand des Bechers wird mit Zucker bestreut, mit Grappa begossen und die Mischung angezündet. Das dadurch entstehende Karamell tropft in die Tasse und löst sich im Getränk auf. Danach wird der Deckel aufgesetzt und das Feuer erlischt.
Häufig wird auf den Aberglauben hingewiesen, dass die Grolla, während sie von Person zu Person weitergereicht wird, nicht abgestellt werden darf, denn sonst würde die Freundschaft der Beteiligten zerbrechen.